# Bernhard Rapkay
Bernhard Rapkay (ur. 8 stycznia 1951 w Ludwigsburgu) – niemiecki polityk, poseł do Parlamentu Europejskiego IV, V, VI i VII kadencji.

## Życiorys
Zawodowo pracował w zarządzaniu projektami i edukacji dorosłych. Od 1975 obejmował różne stanowiska w Socjaldemokratycznej Partii Niemiec. Był wybierany na przewodniczącego SPD w Dortmundzie, członka zarządu krajowego w Nadrenii-Północnej Westfalii, zastępcę przewodniczącego rady federalnej partii.
W 1994 z listy SPD uzyskał mandat deputowanego do Parlamentu Europejskiego. W wyborach w 1999, 2004 i 2009 z powodzeniem ubiegał się o reelekcję. W VII kadencji przystąpił do grupy Postępowego Sojuszu Socjalistów i Demokratów, został też członkiem Komisji Prawnej. W PE zasiadał do 2014.